# Berrien Springs
Berrien Springs – wieś w Stanach Zjednoczonych, w stanie Michigan, w hrabstwie Berrien.